# Visual Prolog
Visual Prolog, tidligere kendt som PDC Prolog og Turbo Prolog, er en dansk produceret, stærkt typet, objektorienteret udvidelse af Prolog. Som Turbo Prolog blev det markedsført af softwaregiganten Borland, men nu markedsføres og udvikles det af det danske firma Prolog Development Center (PDC) som oprindeligt udviklede det.

Visual Prolog programmer oversættes, hvor det ellers er almindeligt at logik-programmeringssprog fortolkes.
Kernen i Visual Prolog er Horn-klausuler som i traditionel Prolog, men modsat traditionel Prolog har Visual Prolog altid været stærkt typet. Siden version 6.0 har sproget været fuldt objektorienteret, og i version 7.0 blev parametrisk polymorfi introduceret.
1. ↑  "stærkt typet" eller "stærkt typiseret" vil sige at programmøren tvinges til at angive af hvilken type den pågældende variabel er: fx tal- eller tekst-variabel

## Towers of Hanoi eksempel
```
class
 
hanoi
 

   
predicates
 

       
hanoi
 
:
 
(
unsigned
 
N
).
 

end
 
class
 
hanoi
 

 

implement
 
hanoi
 

   
domains
 

       
pole
 
=
 
string
.
 

 

   
clauses
 

       
hanoi
(
N
)
 
:-
 
move
(
N
,
 
"
venstre
"
,
 
"
midterste
"
,
 
"
højre
"
).
 

 

   
class
 
predicates
 

       
move
 
:
 
(
unsigned
 
N
,
 
pole
 
A
,
 
pole
 
B
,
 
pole
 
C
).
 

   
clauses
 

       
move
(
0
,
 
_
,
 
_
,
 
_
)
 
:-
 
!
.
 

       
move
(
N
,
 
A
,
 
B
,
 
C
)
 
:-
 

           
move
(
N
-
1
,
 
A
,
 
C
,
 
B
),
 

           
stdio
::
writef
(
"
flyt en skive fra stang % til stang %
\n
"
,
 
A
,
 
B
),
 

           
move
(
N
-
1
,
 
C
,
 
B
,
 
A
).
 

end
 
implement
 
hanoi
 

 

goal
 

   
console
::
init
(),
 

   
hanoi
::
hanoi
(
4
).

```